# JIRA
JIRA е уеб-базирана система за проследяване на грешки (bug tracking), проблеми (issue tracking) и управление на разработката на софтуерни проекти от Atlassian Software Systems. Управлението на технологичния процес (workflow) прави JIRA подходяща за управление и подобряване на процеси.
Архитектурата на JIRA позволява на голяма общност от разработчици да създават допълнения към системата и да ги правят достъпни за потребителите през библиотеката за разширения на JIRA.
Въпреки че JIRA е комерсиален продукт, той е свободен за ползване за проекти с отворен код и от граждански сдружения.
JIRA може да работи с множество популярни бази данни върху различни операционни системи.
Името на продукта идва от японското название на Годзила – „Gojira“. Разработчиците на JIRA са търсели име, свързано с Bugzilla, така са се спрели на Gojira. Следователно JIRA не е акроним.
JIRA е базирана на Java EE.

## Конкуренти
- Genius Project
- Codendi
- Goplan
- Mantis Bug Tracker
- Merlin (logiciel)
- ProjeQtOr: open source проект
- Tuleap: свободен сотуер ALM
- Redmine
- Visual Planning
- Usersnap